# 手形山
手形山（てがたやま）は秋田県秋田市の地区。手形山南町、手形山西町、手形山北町、手形山中町、手形山東町の5町を併せた汎称地名。

## 地理
那波商店が大方所有していた秋田市の東部の丘陵を秋田県住宅供給公社が造成分譲した居住区。手形山南町だけは、最初に分譲が始まったこともあり、手形山第一町内会を名乗っている。手形山西町は市営住宅・県営住宅を主体としており、他4町は戸建てと民間アパートとなっている。元丘陵地ということで、町内のほぼ全域を坂道が走る。手形山北町はかつての手形山スキー場に隣接し、そのまま太平山・出羽山地方面に繋がっているため、しばしばカモシカやクマが出没する。町内を秋田県道41号秋田昭和線が通り、冬季間には融雪システムが稼働する。秋田県高校駅伝大会のコースでもあり、市内屈指の上り坂となっている。

## 歴史
- 縄文時代 - 手形山南町付近に竪穴建物が作られる[4]。
- 奈良時代- 手形山窯が作られる（正式住所は大松沢）[5]。
- 1979年　-　秋田市立城東中学校が開校し学区変更となる。 以前の秋田市立秋田東中学校の校歌2番では、「手形山」と当地が歌われていた[6]。

## 交通
- 秋田中央交通 - 手形山大学病院線 手形山入口、手形山北町、手形山西町（バスロータリー）、手形山南町、手形山中町、手形山東町

## 施設
- 加賀谷学園手形山幼稚園
- 融雪システム燃焼施設　(北緯39度43分51.7秒 東経140度08分42.4秒 / 北緯39.731028度 東経140.145111度)

### 廃止施設
- 手形山下水処理施設

## 公園
- 手形山第一街区公園
- 手形山第二街区公園
- 団地児童公園
- 手形山団地公園
- スギッチ広場
- 通称S字公園
- 通称納豆山[7]

## ギャラリー

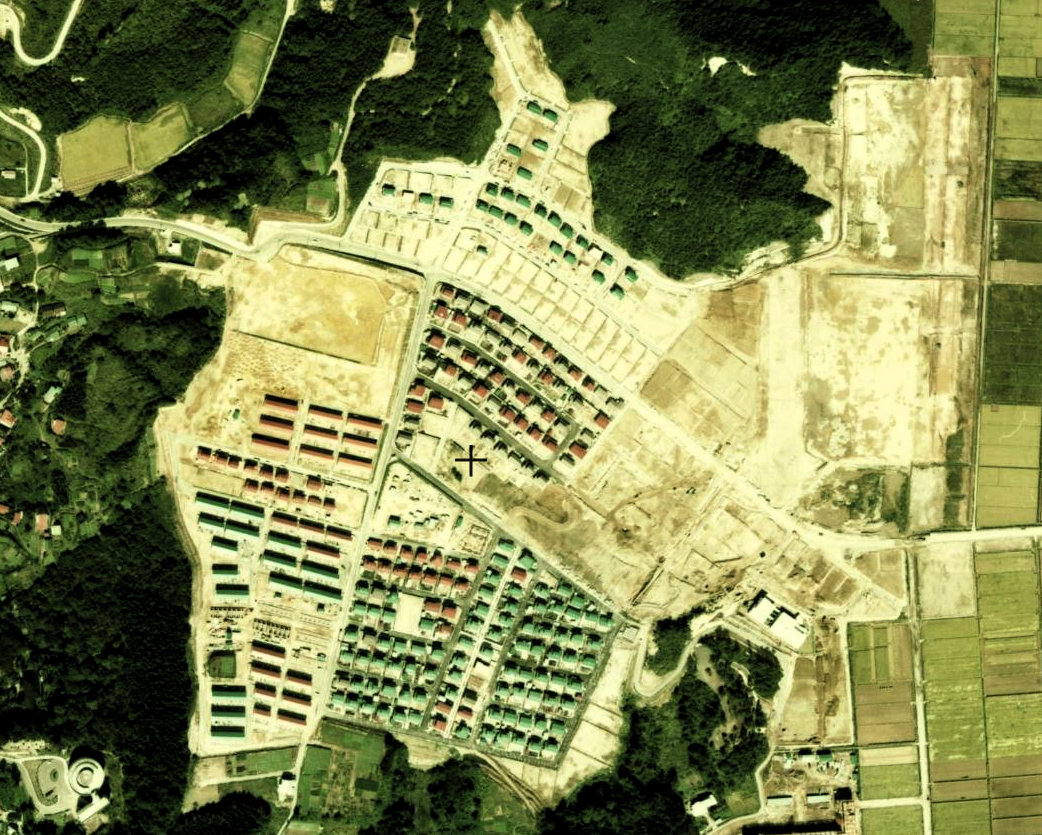
1974年
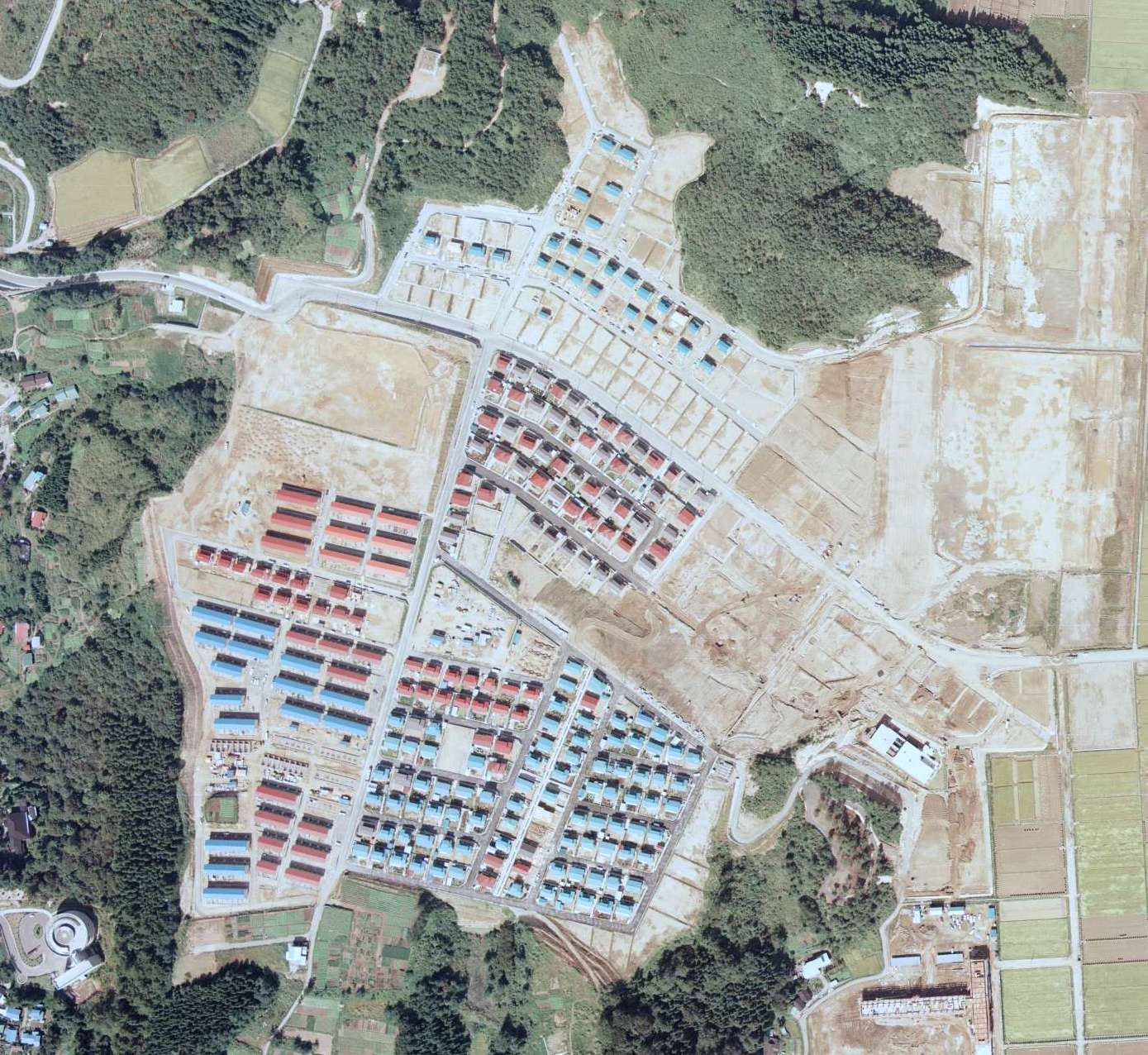
1975年

## 出身者

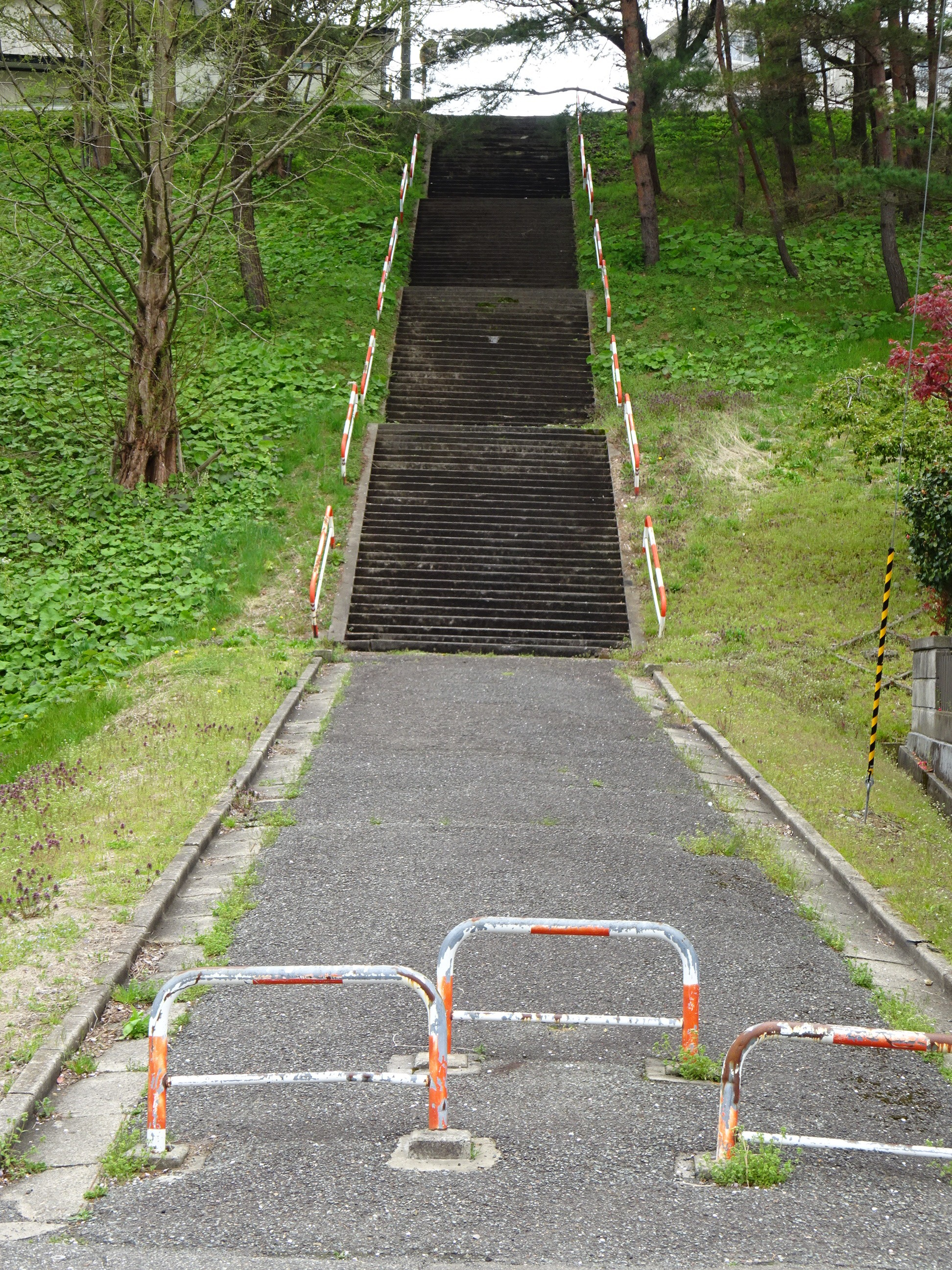
榎選手の基礎練習場通称百段階段

- 榎洋之 (ボクサー)
- 三上万里子 (秋田市議)[10]

## 居住者
- 工藤幹夫 (野球選手、故人)　[11]
- 鈴木健太 (県議)
- 寺田典城 (元県知事)
- 寺田学 (政治家)
- 照井清司 (秋田市助役)
- 後藤良 (秋田市議)